# The Man with Two Brains
The Man with Two Brains é um filme estadunidense de 1983 dos gêneros comédia e ficção científica, dirigido por Carl Reiner e estrelado por Steve Martin e Kathleen Turner.

## Enredo
Um neurocirurgião, que nunca se recuperou da morte da esposa, se apaixona por uma mulher sedutora, mas também interesseira.
Num congresso na Europa, ele descobre que sua alma-gêmea é mesmo um cérebro com quem se comunica por uma espécie de telepatia.

## Elenco
- Steve Martin... Dr. Michael Hfuhruhurr
- Kathleen Turner... Dolores Benedict
- David Warner... Dr. Alfred Necessiter
- George Furth... Timon
- Peter Hobbs... Dr. Brandon
- Earl Boen... Dr. Felix Conrad
- Sissy Spacek... Voz de Anne Uumellmahaye's (não creditado)
- Jeffrey Combs ...  Dr. Jones